# Нечай (есаул)
Нечай — есаул малороссийских казаков, один из выдающихся сподвижников малороссийского гетмана Фёдора Богданова. 
В 1575 году Нечай с пятью тысячами запорожцев осаждал Кафу и вместе с гетманом опустошал берега Азиатской и Европейской Турции. 
В 1576 году он вторично предпринял во главе 3000 запорожских казаков смелый набег на черноморское побережье против турок и татар.